# Köditz
Köditz je obec v německé spolkové zemi Bavorsko, v zemském okrese Hof. Leží pět kilometrů severozápadně od Hofu na spolkové silnici 173. Žije zde přibližně 2 400 obyvatel.

## Geografie

### Místní části
Obec má šestnáct částí:
| - Brunn - Brunnenthal - Heroldsgrün - Hohbühl - Joditz - Köditz - Lamitz - Lamitzmühle | - Neuköditz - Saalenstein - Scheibengrün - Scharten - Schlegel - Seebühl - Siebenhitz - Stöckaten |

## Historie
První písemná zmínka o sídlu pochází z roku 1359. Jako okolní obce připadla po uzavření tylžského míru v roce 1807 Francii a 1810 Bavorsku. Současná obec vznikla v roce 1818. V roce 1978 byly přičleněny obce Brunnenthal, Joditz a Schlegel.

## Památky
- evangelický kostel sv. Leonharda

## Doprava
Obec leží na železniční trati Hof–Bad Steben.

## Demografie
| 1970 | 1987 | 2000 | 2011 |
| ---- | ---- | ---- | ---- |
| 2411 | 2209 | 2814 | 2580 |

## Osobnosti obce
- Jean Paul, spisovatel, který zde strávil část života